# Arichi Shinanojo
Arichi Shinanojō (有 地 品 之 允, 15 de março de 1843 - 17 de janeiro de 1919) foi um almirante no início da Marinha Imperial Japonesa e serviu como Chefe do Estado-Maior da Marinha Imperial Japonesa no final do século XIX.
Durante a Primeira Guerra Sino-Japonesa, ele foi inicialmente alocado como comandante-chefe do Distrito Naval de Kure e tornou-se comandante-chefe da Frota de maio a outubro de 1895, supervisionando a invasão bem sucedida japonesa de Taiwan.